# ジャクソンビル (フロリダ州)
ジャクソンビル（Jacksonville）は、アメリカ合衆国フロリダ州北東部に位置する都市。人口は949,611人（2020年国勢調査）で同州最大、全米でも第12位である。1968年にデュバル郡と市郡合併した結果、デュバル郡域のほとんどがジャクソンビル市域となり、人口はマイアミ、タンパ、セントピーターズバーグを抜いて州内最大となった。そのため、市域面積は1,962km2におよび、アメリカ合衆国本土48州の都市としては最も広い。しかし、市域内に郊外型の住宅地を広く抱えているため、都市圏はデュバル郡を中心に5郡にまたがっているものの、その人口は1,605,848人（2020年国勢調査）で、州内ではマイアミ、タンパ・ベイエリア、オーランドに次いで第4位、全米では第39位の規模にとどまる。この都市圏に2つの小都市圏を加えた広域都市圏の人口は1,733,937人（2020年国勢調査）である。
ジャクソンビルとその周辺地域はアメリカ合衆国の中でも最も早くからヨーロッパ人の入植が進んだ地で、ファースト・コースト（First Coast）と呼ばれている。1564年にはフランス人入植者が現在の市北東部、セントジョンズ川の河口付近にカロリーヌ砦を建設した。翌1565年には、スペイン人が約65km南のセントオーガスティンに入植し、カロリーヌ砦のフランス人入植者を滅ぼしてこの地の統治権を得た。やがて独立戦争後の1791年に、セントジョンズ川の渡津にカウフォードという町が創設され、これが今日のジャクソンビルの起源となった。そしてアメリカ合衆国によるフロリダ購入後の1821年に、フロリダの初代郡政府長官を務め、後に第7代大統領になったアンドリュー・ジャクソンにちなんでジャクソンビルと改名された。
ジャクソンビルは19世紀前半から港湾都市として発展してきた。南北戦争後には鉄道交通が発達し、亜熱帯性の温暖な気候もあいまって観光業が、そして20世紀初頭には映画産業が栄えた。市郡合併以降のジャクソンビルは、商港・軍港としてのジャクソンビル港を前面に抱える港湾都市・軍事都市としてのみならず、鉄道および州間高速道路の陸路においても東海岸、メキシコ湾岸、およびフロリダ半島の連節点となる交通の要衝として、また多様化した産業構造に支えられた、サンベルトを代表する経済都市の1つとして高い成長を遂げている。

## 歴史
今日のジャクソンビル市がある一帯には、古代からネイティブ・アメリカンのティムクア族が住み着いていたと考えられている。北フロリダ大学の研究チームが市北東部のブラックハンモック島で行った調査では、紀元前2500年頃の土器の遺物が発掘された。
16世紀には、この一帯にはティムクア族の海岸亜族であるモカマ族が住み着いていた。モカマ族はセントジョンズ川の河口周辺にサツリワ（Saturiwa）という、強い力を持つ酋長領を形成していた。初期の地図の1つには、現代のジャクソンビルのダウンタウンがあるあたりに、オッサチテ（Ossachite）という名の村が記されていた。

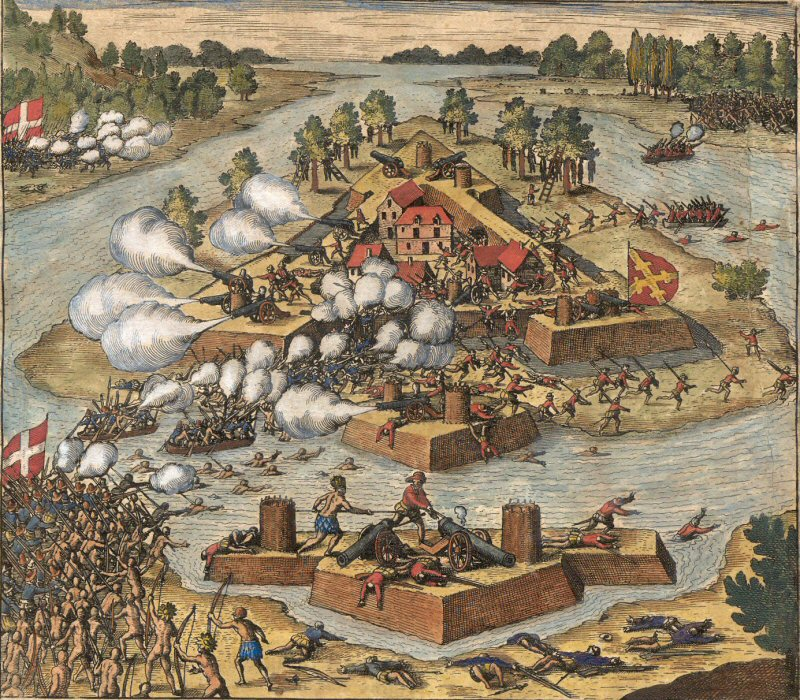
カロリーヌ砦（テオドール・デ・ブライ、1617年発行）

1562年、ユグノーのフランス人探検家ジャン・リボーがヨーロッパ人として初めてこの地を探索し、セントジョンズ川を海図に記した。その翌々年、1564年には、ルネ・グーレーヌ・ド・ロードニエールがサツリワの首都であった村の近くに、最初のヨーロッパ人入植地となるカロリーヌ砦を建設した。しかし翌1565年9月20日、セントオーガスティンに入植したスペイン人が兵を率いてカロリーヌ砦を攻撃し、砦の守りについていたフランス人兵士をほぼ皆殺しにし、この砦をサンマテオ（San Mateo）に改名した。フランス人をこの地から追い出したことによって、フロリダにおける最も重要な入植地としてのセントオーガスティンの地位は確立された。
スペインは1763年にフレンチ・インディアン戦争で敗れ、フロリダをイギリスに割譲した。イギリスはフロリダを手に入れると、ジョージア植民地からセントオーガスティンに通ずる「王の道」を建設した。この道は川幅が狭まっているところでセントジョンズ川を渡っていた。この渡津はセミノール族の言語ではワッカ・ピラトゥカ（Wacca Pilatka）、英語ではカウ・フォード（Cow Ford）と呼ばれ、そのいずれの名も、牛がこの地点で川を渡っていたという事実を示すものであった。1783年にイギリスが独立戦争で敗れると、フロリダは再びスペインの支配下に置かれたが、1791年には、この渡津の英名を取って、現代のジャクソンビルの起源となる、カウフォード（Cowford）という名の恒久的な入植地が創設された。やがて1821年、フロリダがスペインからアメリカ合衆国に割譲されると、合衆国からの入植者はカウフォードの北側に町の建設を計画し、街路や区画を整備し、フロリダの初代郡政府長官を務めたアンドリュー・ジャクソンにちなんでジャクソンビルと名付けた。翌1822年には、ジャクソンビルはアメリカ合衆国の正式な入国港湾となり、入国管理局が設置された。イサイア・ハートらが中心となって起草したこの新しい町の特許状は、1832年2月9日、フロリダ準州議会に承認された。
南北戦争が勃発すると、ジャクソンビルは南軍の兵糧となる牛や豚をフロリダから積み出すための重要な供給拠点となった。一方、北軍はジャクソンビルの北東に浮かぶアメリア島にあったクリンチ砦を占領し、ジャクソンビルを封鎖していた。そして1862年以降、終戦までのほとんどの期間にわたって、北軍はジャクソンビルとその周辺地域の大部分をその勢力下に置いていた。ジャクソンビル市域内では戦闘こそ起こらなかったものの、市は北軍と南軍に入れ代わり立ち代わり占領された。そのため、終戦後には、市はすっかり荒れ果ててしまった。
南北戦争終戦後のレコンストラクション期からその後の金ぴか時代にかけては、ジャクソンビルやセントオーガスティンは富裕層が蒸気船や鉄道で訪れる冬のリゾート地として発展していった。1888年にはジャクソンビルで亜熱帯博覧会が開かれ、当時の大統領グロバー・クリーブランドも訪れた。このことにより、この一帯は観光地として脚光を浴びるようになった。しかし19世紀末、この一帯で流行した黄熱病は市の観光業に大きな打撃を与えた。加えて、フロリダ東海岸鉄道が南に延伸されていくと、観光客もジャクソンビルを通り過ぎ、さらに南へと流れていくようになった。

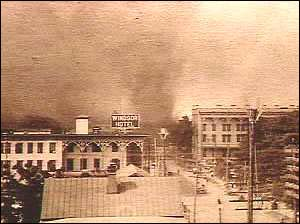
1901年の大火

そこに1901年の大火が追い打ちをかけた。この年の5月3日、繊維工場から出た火は8時間にわたってダウンタウンの大部分を燃やし尽くした。この大火では死者こそ7人にとどまったものの、2,368棟が焼失し、10,000人以上の市民が路頭に迷った。炎による明かりは220km離れたジョージア州サバンナから、また煙は730km離れたノースカロライナ州ローリーからも見えたと言われている。この大火をニューヨーク・タイムズ紙の記事で知った建築家ヘンリー・ジョン・クルーゾーはニューヨークからジャクソンビルへ移住し、セント・ジェームズ・ビルディング（現ジャクソンビル市庁舎）をはじめとする多数の建築物を設計し、市の再建に尽力した。
1910年代に入ると、亜熱帯性の気候と風景、交通の便の良さ、そして多様性に富んだ建築物に魅かれて、映画制作会社が次々とジャクソンビルに集まってきた。最盛期には30以上の映画スタジオが立ち並び、300本以上のサイレント映画がこの地で撮影された。しかし、ハリウッドの台頭に圧されてジャクソンビルにおける映画産業は次第に寂れていき、10年ほどで映画会社はほとんどこの街を去って行った。
また、19世紀末から20世紀初頭にかけては、ジャクソンビルでは銀行業や保険産業が興った。この頃に創設された銀行や保険会社の多くは、後に他都市圏に本部を置く大規模な金融グループに買収されたが、ジャクソンビルが金融センターとして発展していく基になった。加えて、1940年代に入ると、ジャクソンビルには3つの海軍基地が置かれ、軍事都市としても成長していった。
しかし、第二次世界大戦が終わり、1950年代から1960年代に入ると、全米的な傾向であった郊外化、ホワイト・フライトや都心の荒廃といった現象に、ジャクソンビルもまた直面するようになり、成長が停滞した。市の税収は伸び悩み、税率は高止まりし、行政サービスの質は低下した。一方で、郊外の新興住宅地はまだ法人化されていなかったため、市の行政サービスを受けることができなくなっていた。市は周辺の住宅地を編入合併しようとしたが、1960年から1965年まで6回にわたって行われた住民投票ではいずれも否決された。そこに1960年代中盤の市政府の腐敗もあり、市政は行き詰った。
この状況を打開するために出された案が市郡合併であった。1967年、ようやくこの市郡合併案が圧倒的な賛成多数で住民投票を通過し、翌1968年10月1日に市郡合併が実現した。この市郡合併によって、ジャクソンビルは一気に州内最大の人口と世界最大（当時）の市域を持つ都市となった。地元のフロリダ・タイムズ・ユニオン紙はBiggest City In the World!（世界最大の都市）という見出しでこれを報じた。また、それまでジャクソンビル市政府とデュバル郡政府が個別に提供していた行政サービスが統合されたことによって、行政サービスの均質化と効率化が同時に達成され、税率が下がったことにより企業の誘致と雇用の創出が促され、地域経済は再び成長へと転じた。

## 地理

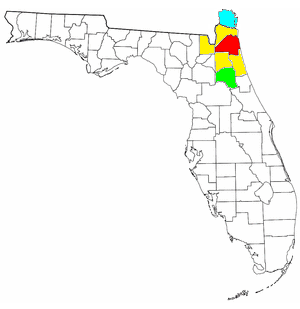
ジャクソンビル・セントメアリーズ・パラトゥカ広域都市圏
デュバル郡（大部分はジャクソンビル市）
ジャクソンビル都市圏に含まれる周辺各郡
パラトゥカ小都市圏
セントメアリーズ小都市圏

ジャクソンビルは北緯30度19分10秒 西経81度39分36秒 / 北緯30.31944度 西経81.66000度に位置している。ジョージア州との州境からは南へ約50km、アトランタからは南東へ約500km、マイアミからは北北西へ約550kmに位置する。
アメリカ合衆国国勢調査局によると、ジャクソンビル市は総面積2,264.6km2（874.3mi2）である。そのうち1,962.6km2（757.7mi2）が陸地で302.3km2（116.7mi2）が水域である。総面積の13.34%が水域となっている。1968年の市郡合併によって、デュバル郡の郡域は、合併に参加しなかったジャクソンビルビーチ、アトランティックビーチ、ネプチューンビーチ、ボールドウィンの4市町を除いて全てジャクソンビルの市域になり、その結果、ジャクソンビル市域はデュバル郡域の約98%を占めている。
ジャクソンビルの北にはナッソー郡、西にはベイカー郡、南にはクレイ郡およびセントジョンズ郡がそれぞれ接している。ジャクソンビルの都市圏はデュバル郡を中心に、これら4郡をあわせた5郡から成っている。広域都市圏はこれら5郡に、パラトゥカ小都市圏（パットナム郡）およびセントメアリーズ小都市圏（ジョージア州カムデン郡）を加えた7郡から成っている。
市の南からは、クレイ郡とセントジョンズ郡の郡境になっているセントジョンズ川が市域を東西に分かつように北上して流れ、ダウンタウンの北で流路を東に変えて大西洋に注いでいる。
フロリダ州の大部分がそうであるように、ジャクソンビルの市域もまた、低く平坦な土地の上に広がっている。アメリカ合衆国地質研究所によると、ジャクソンビル市内で最も標高の高いところでも、その標高はわずか40フィート（12.2m）しかなく、ヒューストンやマイアミと並んでアメリカ合衆国50大都市の中では最も標高の低い都市の1つである。その土地の低さのため、ジャクソンビルは洪水や高潮による被害を受けやすい。

### 気候

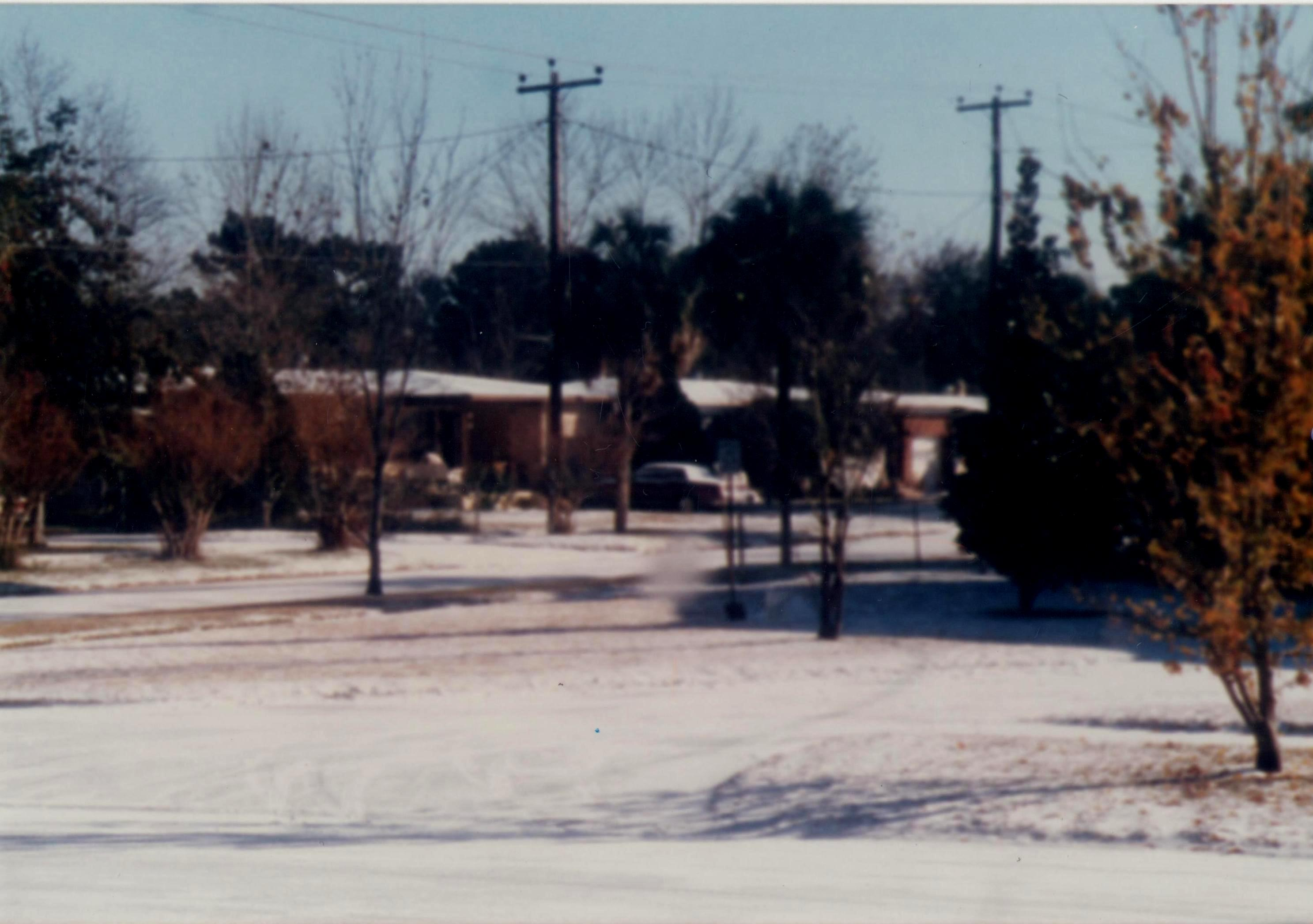
1989年12月23日、ジャクソンビルに極めて稀な降雪があり、市史上初のホワイトクリスマスとなった。

ジャクソンビルの気候は、ケッペンの気候区分でこそアメリカ合衆国東海岸や南部に広く分布している温暖湿潤気候（Cfa）に属するが、実際には蒸し暑い夏と温暖で過ごしやすい冬に特徴付けられる亜熱帯性の気候である。最も暑い7月の平均気温は28℃、最高気温の平均は33℃で、日中はほとんどの日が30℃を超える。最も寒い1月の平均気温は12℃、最低気温の平均は5℃で、最低気温が氷点下に下がることが時々ある程度である。降水量は夏季に多く、6-9月には月間160-200mmに達する。4-5月および11-12月は弱い乾季で、月間降水量は50-70mm程度である。年間降水量は約1,330mmである。冬季の降雪は極めて稀である。
|               | 1月  | 2月  | 3月   | 4月  | 5月  | 6月   | 7月   | 8月   | 9月   | 10月 | 11月 | 12月 | 年      |
| ------------- | ---- | ---- | ----- | ---- | ---- | ----- | ----- | ----- | ----- | ---- | ---- | ---- | ------- |
| 平均気温（℃） | 11.7 | 13.6 | 16.5  | 19.4 | 23.4 | 26.6  | 27.9  | 27.7  | 25.7  | 21.3 | 16.8 | 12.9 | 20.3    |
| 降水量（mm）  | 83.8 | 81.3 | 101.6 | 66.0 | 63.5 | 165.1 | 167.6 | 172.7 | 208.3 | 99.1 | 53.3 | 71.1 | 1,333.4 |

### 都市概観と建築物

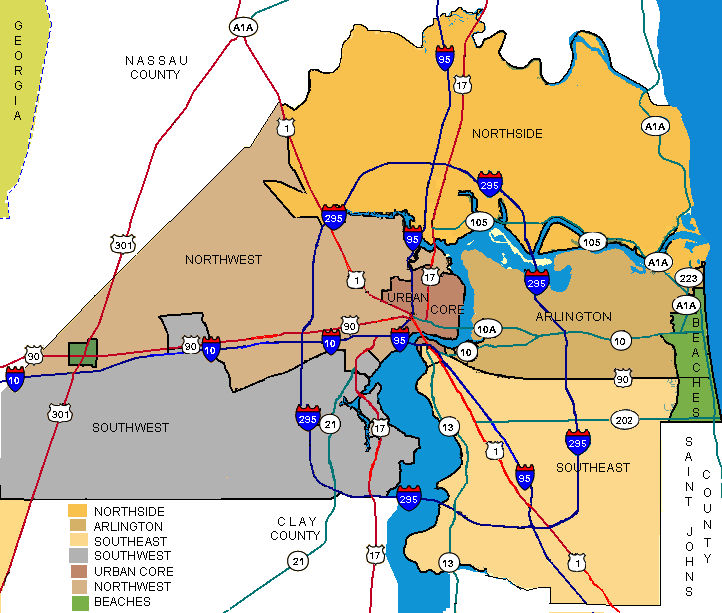
ジャクソンビルの地域区分

ジャクソンビルの広い市域内には500以上の地区があるが、アーバン・コア、アーリントン、サウスイースト、サウスウェスト、ノースウェスト、ノースサイドの6地域に大別されている。アーバン・コアはダウンタウンおよびその近接地域である。アーバン・コア以外の5地域には郊外型の住宅地や森林が広がっている。アーリントンの東、セントジョンズ河口南側の大西洋岸には、ジャクソンビル市域に含まれていないジャクソンビルビーチなどの4市町が連なり、総称してジャクソンビル・ビーチズ、もしくは単にビーチズと呼ばれている。ダウンタウンからジャクソンビル・ビーチズまでは約27km離れている。
ダウンタウンの通りは整然と区画されている。ダウンタウンにおいて東西に通る通りは、メイン・ストリートを境にE（東）とW（西）に分かれている。南北に通る通りは、ベイ・ストリートを境にS（南）とN（北）に分かれているが、ベイ・ストリートの2ブロック南にはセントジョンズ川が流れているため、Sのついた部分は短く、番地も少ない。

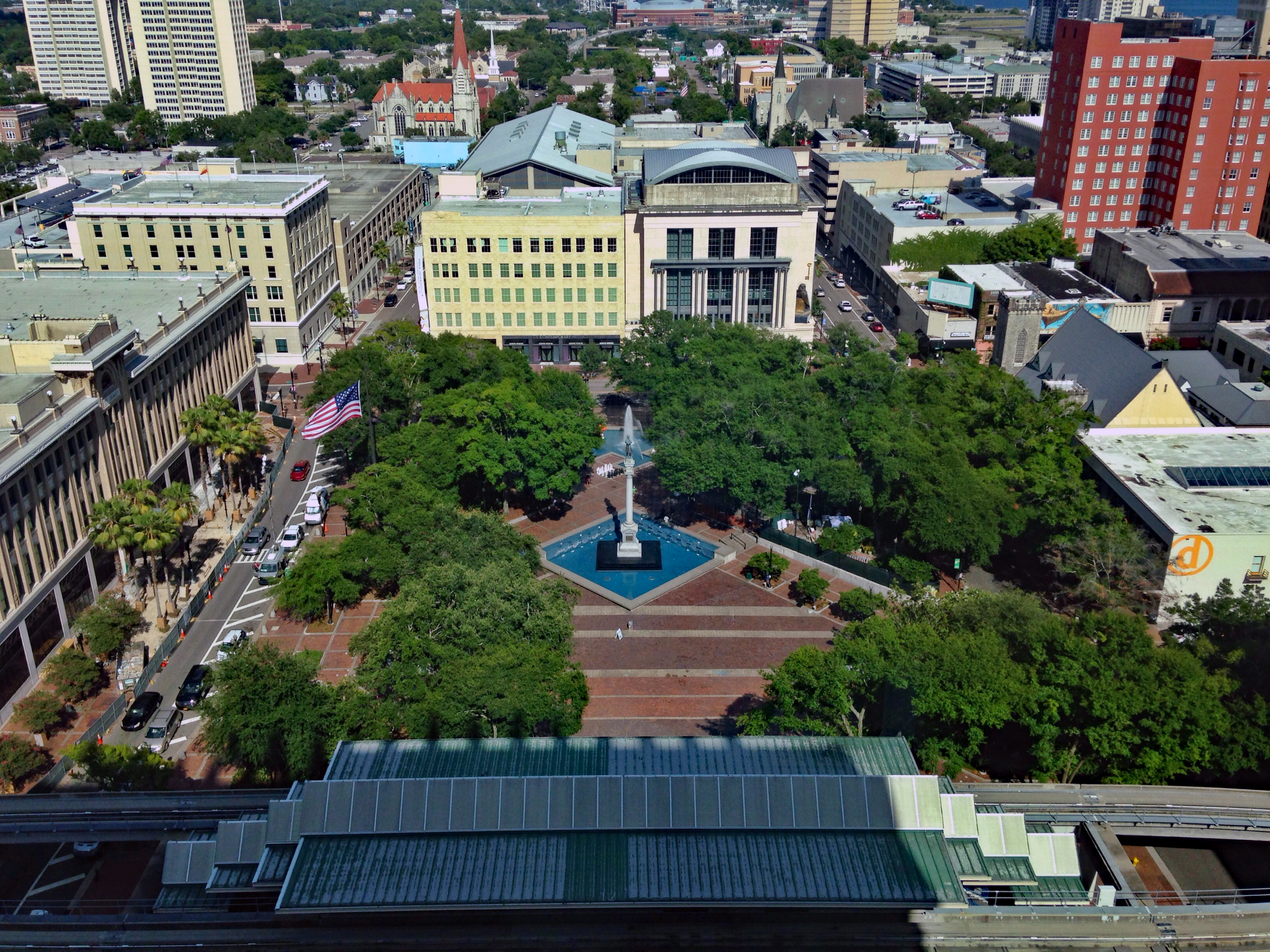
ヘミング・プラザ

| バンク・オブ・アメリカ・タワー |  | ウェルズ・ファーゴ・センター |
| バンク・オブ・アメリカ・タワー |  | ウェルズ・ファーゴ・センター |

市の人口規模の割にはその数は多くはないものの、アメリカ合衆国内の他の多くの大都市と同様、ダウンタウンにはいくつかの高層建築物が建っている。ジャクソンビルで最も高い建築物は、ベイ・ストリートとローラ・ストリートの北西角に建つ、43階建て、高さ188mのバンク・オブ・アメリカ・タワーである。その1ブロック南東には、ジャクソンビル第2の高層建築物であるウェルズ・ファーゴ・センター（37階建て、高さ163m）が建っている。裾を広げたような形が特徴的なこの白い高層ビルは、1974年に建てられた当時はフロリダ州内で最も高い建築物であった。また、2ブロック西にはジャクソンビル第3の高層建築物であるエバーバンク・センター（32階建て、高さ136m）が建っている。そしてセントジョンズ川の対岸には、ジャクソンビル第4の高層建築物であるコンドミニアム、ザ・ペニンシュラ（36階建て、高さ133m）が建っている。ザ・ペニンシュラの近くに建つ28階建て、高さ132mのリバープレイス・タワーは、現在でもジャクソンビル第5の高層建築物であるが、1967年に完成した当時は、プレストレスト・コンクリート造のものとしては世界で最も高い建築物であった。
バンク・オブ・アメリカ・タワーの3ブロック北には、1857年に設けられたジャクソンビル最古の公園、ヘミング・プラザが立地している。1.54エーカー（6,230m2）のこの公園は、もともとは市の広場として設けられたもので、シティ・パークと呼ばれていたが、1899年、南北戦争の退役軍人で、園に南軍記念碑を寄贈したチャールズ・C・ヘミングの名を取って、現称のヘミング・プラザに改められた。この公園はダウンタウンの中心として位置づけられており、北隣にはジャクソンビル市庁舎が、東隣にはジャクソンビル公立図書館の本館およびジャクソンビル現代美術館が、そして西隣には連邦地方裁判所（フロリダ州中部地区ジャクソンビル庁舎）がそれぞれ、この公園を囲むように立地している。

## 政治

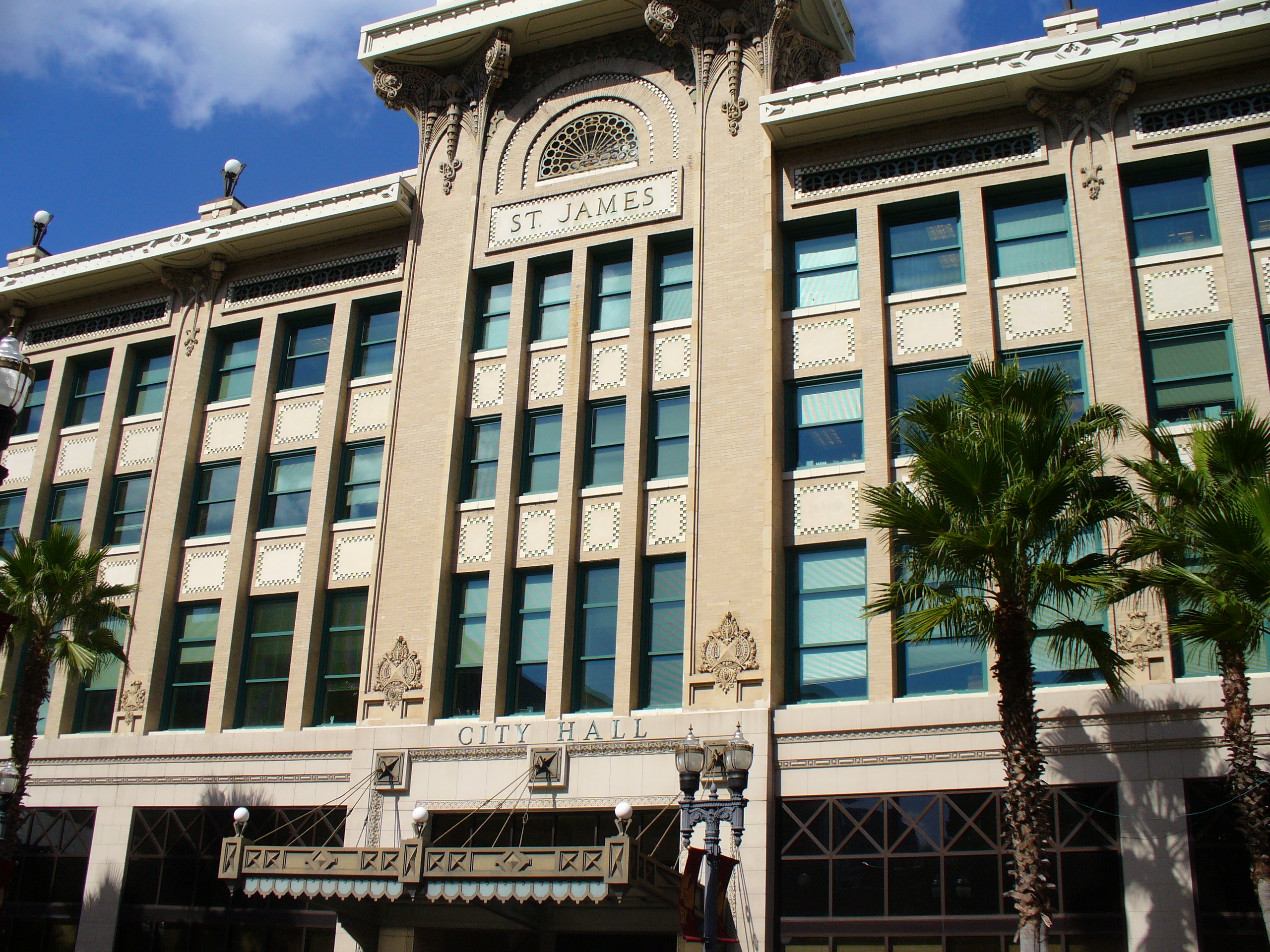
ジャクソンビル市庁舎

ジャクソンビルは市長制を採っている。市長は市の行政の最高責任者であると同時に、市の立法機関である市議会の長でもある。市議会は19人の議員から成っており、そのうち14人は市を14区に分けた選挙区から1人ずつ選出され、残り5人は全市から選出される。市長・市議員とも、その任期は4年で、多選は連続2選までに制限されている。
1968年の市郡合併によって、デュバル郡政府の立法府および行政各局は、それぞれジャクソンビル市議会およびジャクソンビル市政府の行政各局に組み入れられる形で統合された。そのため、ジャクソンビルの市域に属していないデュバル郡内の自治体の住民もまた、ジャクソンビル市長選においては選挙権および被選挙権を有する。事実、1995年には、ネプチューンビーチ市の住民であったジョン・デラニーがジャクソンビル市長に選出された。

## 治安
市郡合併以前には、ジャクソンビル市とデュバル郡はそれぞれ、ジャクソンビル警察局とデュバル郡保安官事務所という、別個の警察組織を持っていた。1968年、市郡政府統合の一環として、これら2つの警察組織はジャクソンビル保安官事務所（JSO）という1つの組織に統合された。
ジャクソンビルの治安は、全米平均よりはやや悪いものの、全米の市域人口50万人以上の都市の中では中程度で、フロリダ州内の郊外都市を除いた主要都市の中では良い部類に入る。モーガン・クイットノー（CQプレス社傘下）の2012年の調査では、ジャクソンビルにける凶悪犯罪の発生率は、タンパよりはやや高く、タラハシーやセントピーターズバーグよりはやや低く、オーランドやマイアミよりはかなり低いという結果であった。

## 経済
セントジョンズ川という可航河川が大西洋に注ぐ河口で、後背地が平坦なジャクソンビルの立地は、市が港湾都市として発展していく上で有利なものであった。フロリダが州に昇格した1845年には、ジャクソンビル港は既に木材や綿花の貿易港としての地位を確立しており、その後もジャクソンビルの地域経済を支えてきた。ジャクソンビル港がジャクソンビルおよび周辺地域にもたらす経済効果は年間190億ドル、生み出している雇用は65,000人にのぼる。

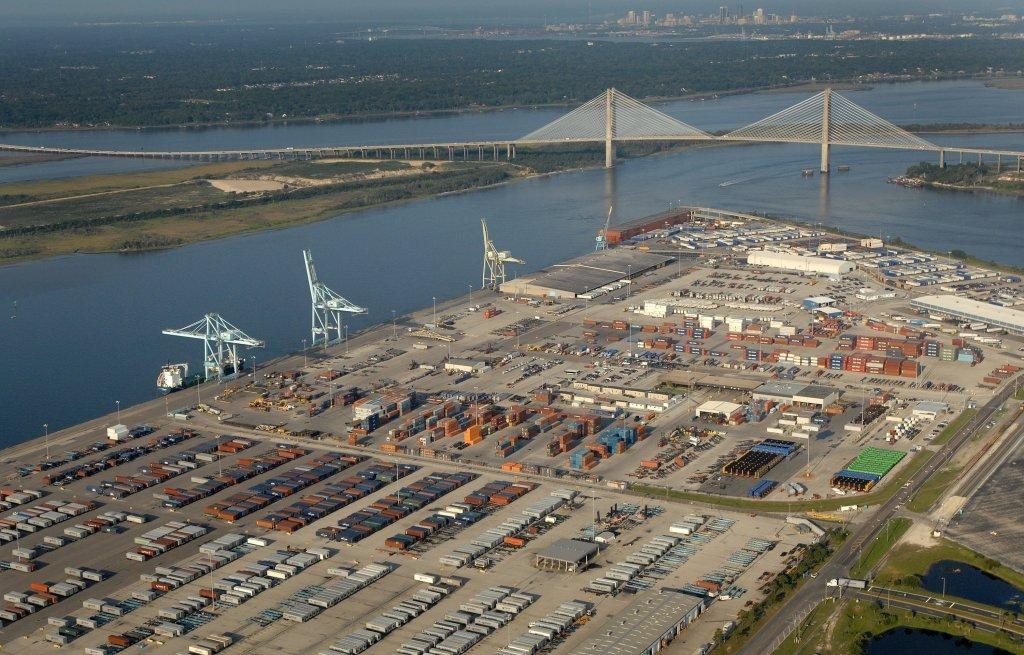
ブラウント島ターミナル

ジャクソンビル港は市北東部のセントジョンズ川の中州であるブラウント島の西半分を占める、メインの貨物ターミナルであるブラウント島ターミナルのほか、その対岸のデイムズ・ポイント・ターミナル、およびダウンタウンの東に立地するタリーランド・ターミナルの計3つの貨物ターミナルを有している。ジャクソンビル港全体では、取扱貨物量は海上コンテナ貨物90万TEU、ばら積み貨物100万t、自動車60万台をそれぞれ超え、全米一の自動車輸出港であると共に、フロリダ州最大のコンテナ港となっている。
加えて、2003年にはデイムズ・ポイント・ターミナルの北西隣にクルーズ船ターミナルが完成し、定期クルーズ観光船が就航した。カーニバルクルーズライン社は、2,052人乗りのカーニバル・ファッシネイション号でのバハマへの4日間・5日間のクルーズをジャクソンビルから通年運航している。クルーズ船はジャクソンビル港に年間80便前後発着し、搭乗客数は年間19万人前後を数える。

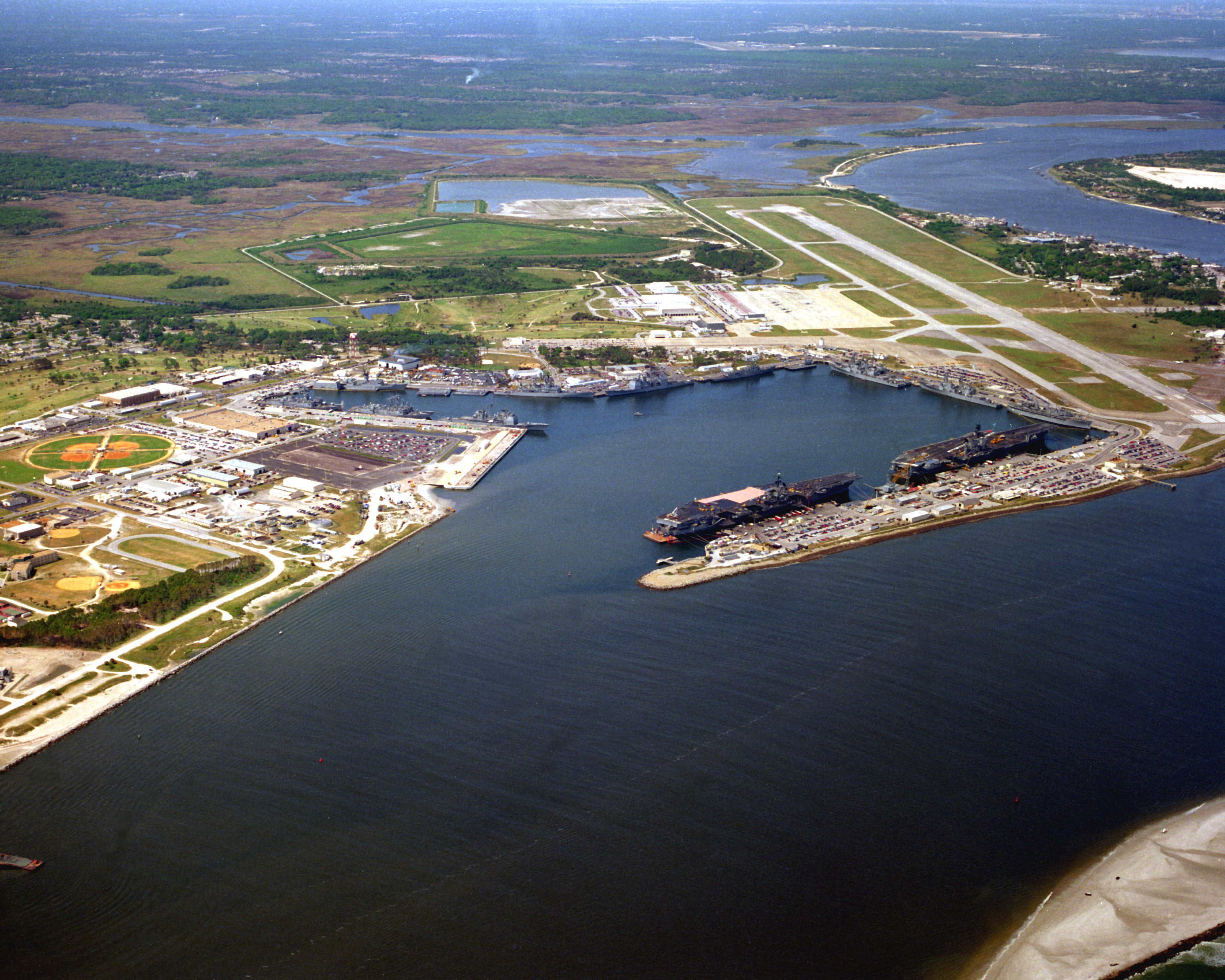
メイポート海軍補給基地

ジャクソンビル港は商港としてのみならず、軍港としてもノーフォーク、サンディエゴに次いで全米第3という重要度の高い港湾である。セントジョンズ川の河口南岸に立地するメイポート海軍補給基地は、第4艦隊の司令部が置かれ、34隻の軍艦を同時に停泊させることのできる、全米第3の規模を誇る海軍基地である。ダウンタウンの南に立地するジャクソンビル海軍航空基地には、軍人と文官をあわせて約23,000人が配備されている。ブラウント島の東半分を占めるブラウント島海兵兵站基地は、前線の海上事前集積船隊に素早く人員と物資を供給する役割を担う。加えて、北郊のジョージア州カムデン郡内には、キングスベイ海軍潜水艦基地が立地している。
そして、ジャクソンビルの地域経済の強みは、商港・軍港としてのジャクソンビル港の存在以上に、観光業への依存が強い州内の他地域とは異なる、産業構造の多様性にある。市の経済開発局は、特に注力している産業として、先端技術を用いた製造業、航空宇宙産業、金融・保険業、情報技術産業、生命科学産業、ロジスティクス・運輸業の6つを挙げており、本社や地域拠点の誘致にも力を入れている。ジャクソンビルにはフォーチュン500に入る企業が4社本社を置いている。
| ジャクソンビルに本社を置くフォーチュン500企業 | ジャクソンビルに本社を置くフォーチュン500企業              | ジャクソンビルに本社を置くフォーチュン500企業 |
| 順位                                          | 企業名                                                     | 業種                                          |
| --------------------------------------------- | ---------------------------------------------------------- | --------------------------------------------- |
| 226                                           | CSXコーポレーション                                        | 運輸                                          |
| 363                                           | ウィン・ディクシー・ストアーズ                             | 小売                                          |
| 425                                           | フィデリティ・ナショナル・インフォメーション・サービシーズ | 金融データサービス                            |
| 472                                           | フィデリティ・ナショナル・ファイナンシャル                 | 保険                                          |

この他、ジャクソンビルに本社を置く企業としては、フロリダ半島を中心に店舗を持つ地方銀行エバーバンク、コンタクトレンズの「アキュビュー」ブランドを製造・販売するジョンソン・エンド・ジョンソン・ビジョン・ケア、GE・アビエーション傘下（ゼネラル・エレクトリックからは孫会社にあたる）で、航空機エンジン部品を製造するユニゾン・インダストリーズなどが挙げられる。

## 交通

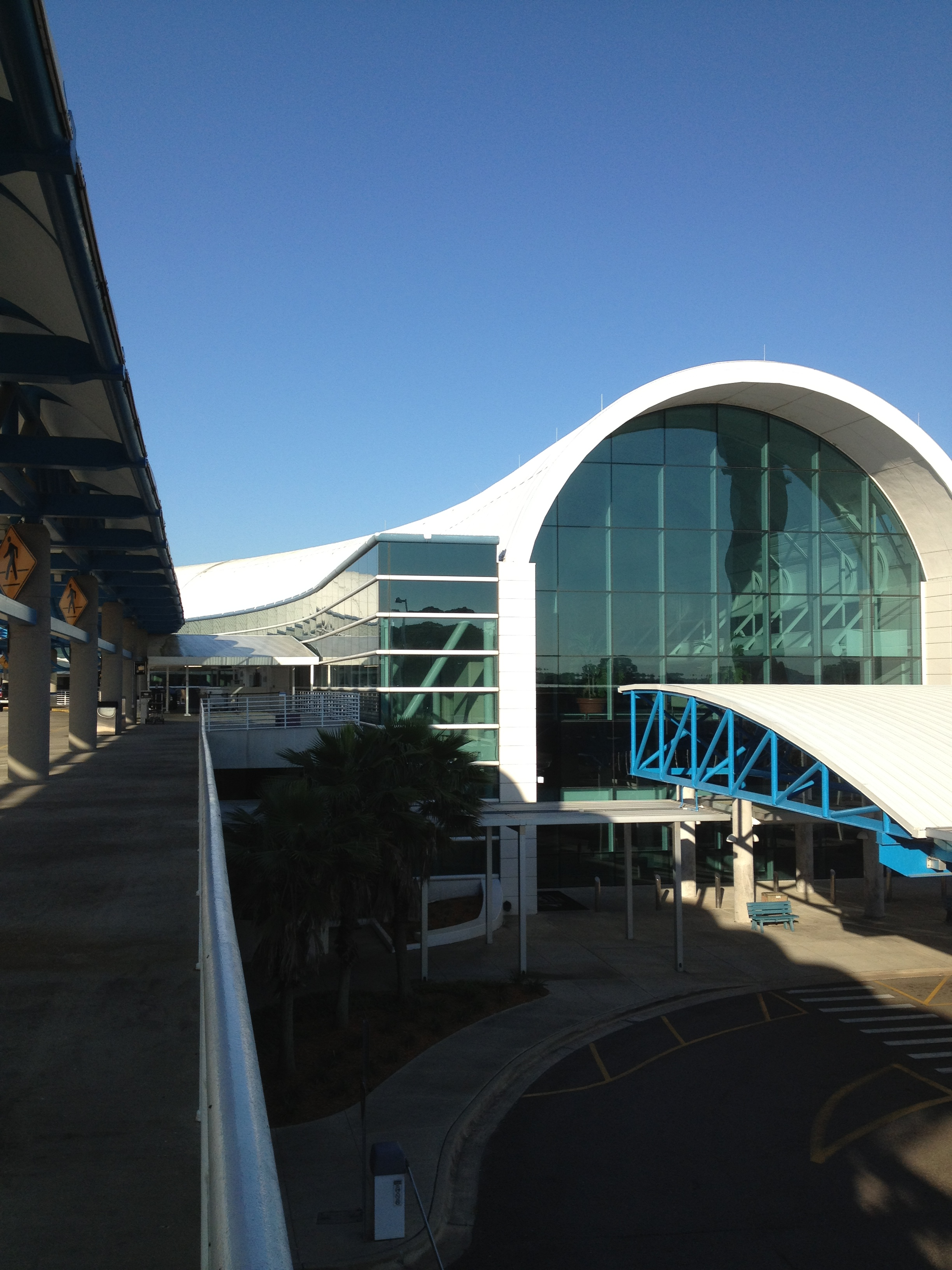
ジャクソンビル国際空港

ジャクソンビルの玄関口となる商業空港は、ダウンタウンの北約17kmに立地するジャクソンビル国際空港（IATA: JAX）である。この空港には3大航空会社（デルタ航空・ユナイテッド航空・アメリカン航空）が各社ハブ空港からの便を運航しているほか格安航空会社も就航している。同空港はアメリカ合衆国内、プエルトリコ、およびバハマの20都市へ直行便を有し、その利用客数は年間約600万人にのぼる。また、この空港は軍民共用で、フロリダ航空州兵の第125戦闘航空団が配備されている。
ジャクソンビルは州間高速道路I-10がI-95と合流/分岐する、東の終点/起点である。I-10はサンベルト諸州を貫いて大陸を横断し、I-95は東海岸を南北に貫く、いずれも幹線の高速道路である。I-95の支線であるI-295は、ダウンタウンの外側10-15km程度のところを囲む環状線となっている。このI-295からさらに南へ、セントオーガスティン方面からの渋滞緩和を目的として、ジャクソンビル都市圏における2本目の支線となるI-795/州道9B号線の建設が進められており、その一部は2013年9月に開通した。また、ダウンタウンから東へセントジョンズ川を渡り、アーリントン地域を横断するアーリントン高速道路（州道10A号線）や、ダウンタウンから南東へセントジョンズ川を渡り、ビーチ・ブールバード（国道90号線）へと通ずるハート・ブリッジ高速道路（州道228号線）、I-95本線とビーチとを結ぶバトラー・ブールバード（州道202号線）も、州間高速道路とともにジャクソンビルの高速道路網の一部をなしている。

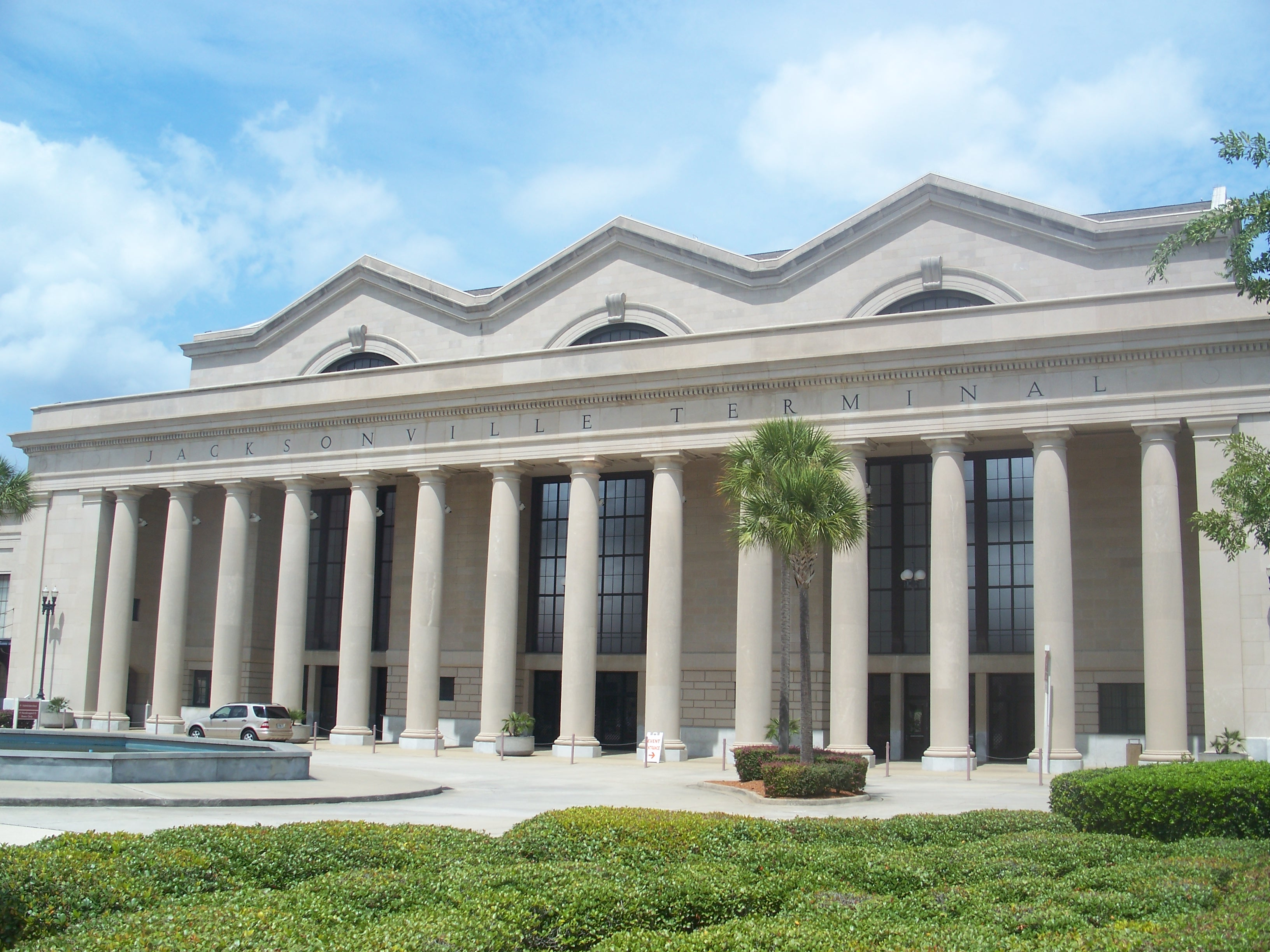
プライム・F・オズボーン3世コンベンションセンター（旧ユニオン駅）

アムトラックのジャクソンビル駅はダウンタウンから北西へ約9km離れている。もともとジャクソンビルの鉄道ターミナルであったユニオン駅はダウンタウンにあったが、1974年に鉄道駅は現位置に移され、ユニオン駅の駅舎は1986年にプライム・F・オズボーン3世コンベンションセンターに転用された。この駅にはニューヨークとマイアミを結ぶ長距離列車、シルバー・スター号とシルバー・メティオ号が北行・南行とも1日1便ずつ停車する。シルバー・スター号はニューヨーク方面へはローリーやコロンビアを経由し、マイアミ方面へは一旦タンパに寄って折り返しをするのに対し、シルバー・メティオ号は北へはフェイエットビルやチャールストンを経由し、南へはオーランドから直接南下してマイアミへと向かう。大陸南端を横断してロサンゼルスとオーランドを結ぶ列車であったサンセット・リミテッド号も西行、東行とも週3便ずつこの駅に停車していたが、2005年のハリケーン・カトリーナおよびハリケーン・リタの被害により、ニューオーリンズ以東は無期限運休となっている。

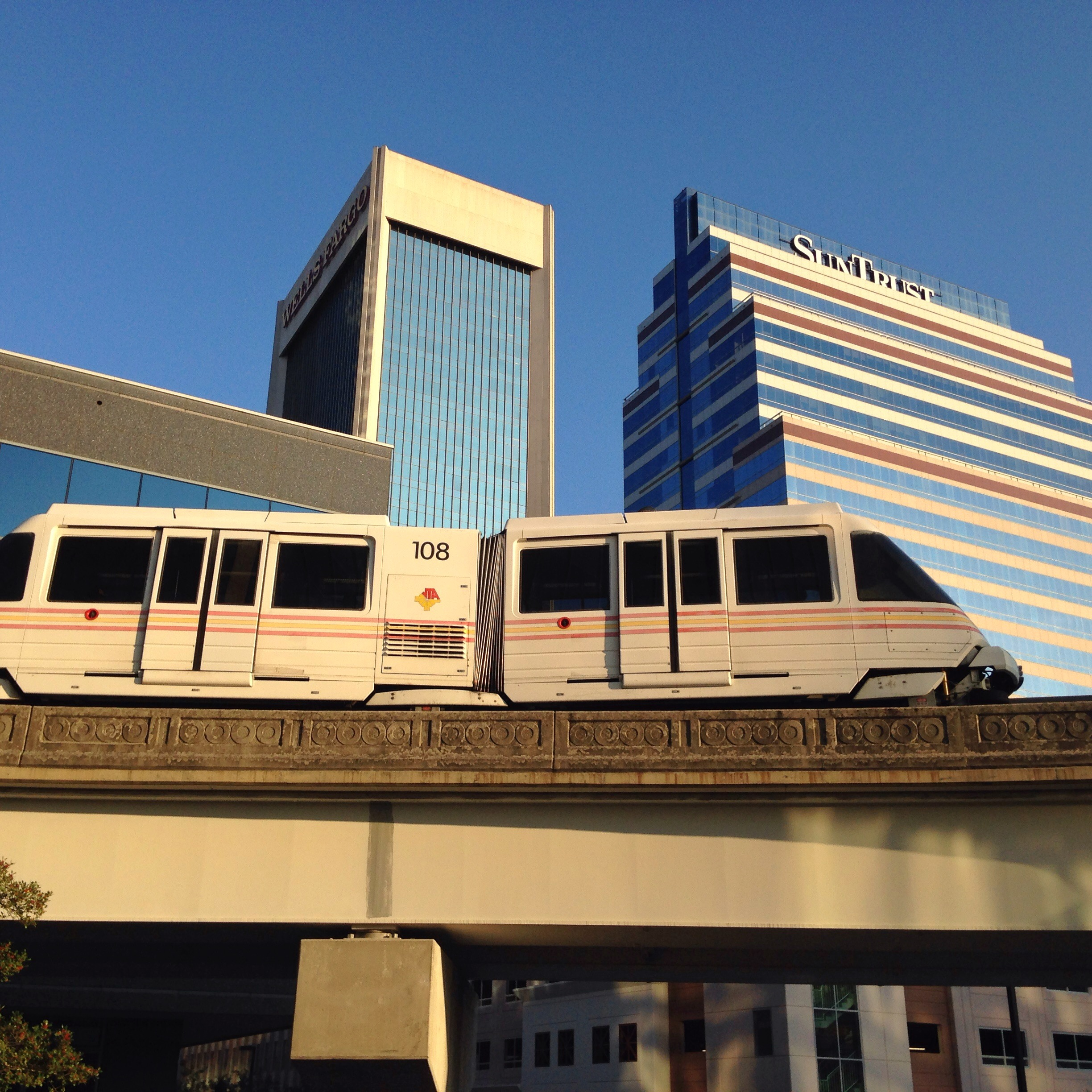
ジャクソンビル・スカイウェイ

グレイハウンドのバスターミナルはダウンタウンにあり、北へはサバンナを経てローリー、リッチモンド、ニューヨーク方面やシャーロット、コロンバス、デトロイト方面へ、南へはオーランドを経てタンパ方面やマイアミ方面へ、西へはタラハシー方面へと向かうバスが発着する。
市内の公共交通機関はジャクソンビル交通局（JTA）の運営するバス網が主力である。同局のバス網は30系統以上の路線バスに加えて、急行バス4系統、コミュニティシャトルバス10系統、トロリー2系統を有し、ダウンタウン、市内の住宅地、およびビーチをカバーしている。また、JTAはダウンタウンにジャクソンビル・スカイウェイという、自動運転のモノレールによる新交通システムも走らせている。ジャクソンビル・スカイウェイは2路線あり、セントジョンズ川の北岸に5つ、南岸に3つの駅を有している。さらに、ダウンタウンのセントジョンズ川では、ジャクソンビル・ウォーター・タクシーという水上バスも運航されている。

## 教育

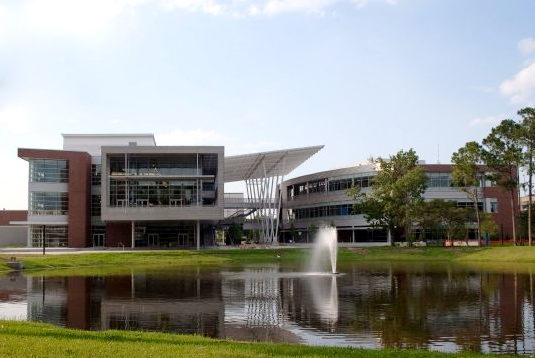
北フロリダ大学

北フロリダ大学はダウンタウンの南東約16km、I-295とバトラー・ブールバードの北東角の森の中にキャンパスを構えている。同学は1972年に開校した州立総合大学で、文理・経営・工学・教育・保健の5学部を有する。同学はタラハシーに本部を置くフロリダ州立大学システムの一角をなしている。同学は学部に約14,000人、大学院に約1,700人の学生を抱え、その4割強がデュバル郡出身、95%がフロリダ州内出身の学生で占められている。USニューズ&ワールド・レポート誌の大学ランキングでは、同学は南部の「地方区の大学」の中で50位前後に入る評価を受けており、2014年版（2013年発行）では51位であった。。また、同学のスポーツチームであるオスプレイズはNCAAのディビジョンI（フットボール無し）に属するアトランティック・サン・カンファレンスに所属しており、男子7種目、女子10種目で競っている。

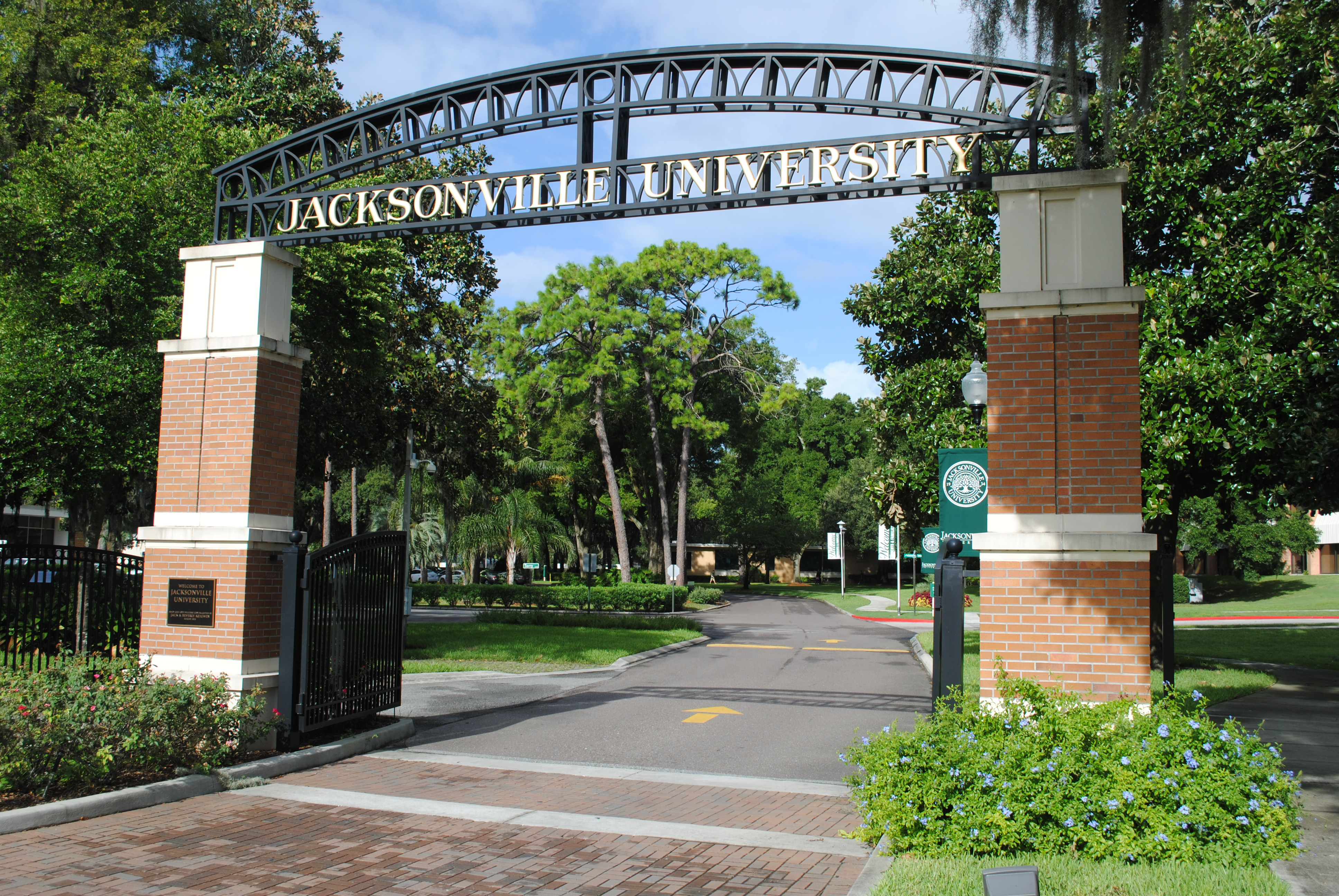
ジャクソンビル大学

ジャクソンビル大学のキャンパスはダウンタウンの北東約5km、セントジョンズ川沿いに広がる。同学は1934年創立の中規模私立大学で、文理・経営・芸術・保健・看護・教育・歯科矯正の7つの学部を有し、学部生約3,300人、大学院生約600人を抱えている。同学は南部の「地方区の大学」の中で60位前後に入る評価を受けており、2014年版（2013年発行）では62位であった。
ダウンタウンの西にキャンパスを置くエドワード・ウォーターズ大学は、1866年に創立したメソジスト系の私立大学で、フロリダ州最古の旧黒人大学である。
ジャクソンビルにおけるK-12課程はデュバル郡公立学区の管轄下にある公立学校によって主に支えられている。同学区は小学校104校、中学校24校、高校19校に加えて、小中一貫校2校、中高一貫校2校、特別支援教育校3校、仮想教育校1校、オルタナティブ教育校7校、およびチャーター・スクール21校を有し、約125,000人の児童・生徒を抱えている。また、ジャクソンビルにはカトリック教会のセントオーガスティン司教区が管轄する学校など、私立学校もいくつかある。

## 文化

### 博物館・美術館

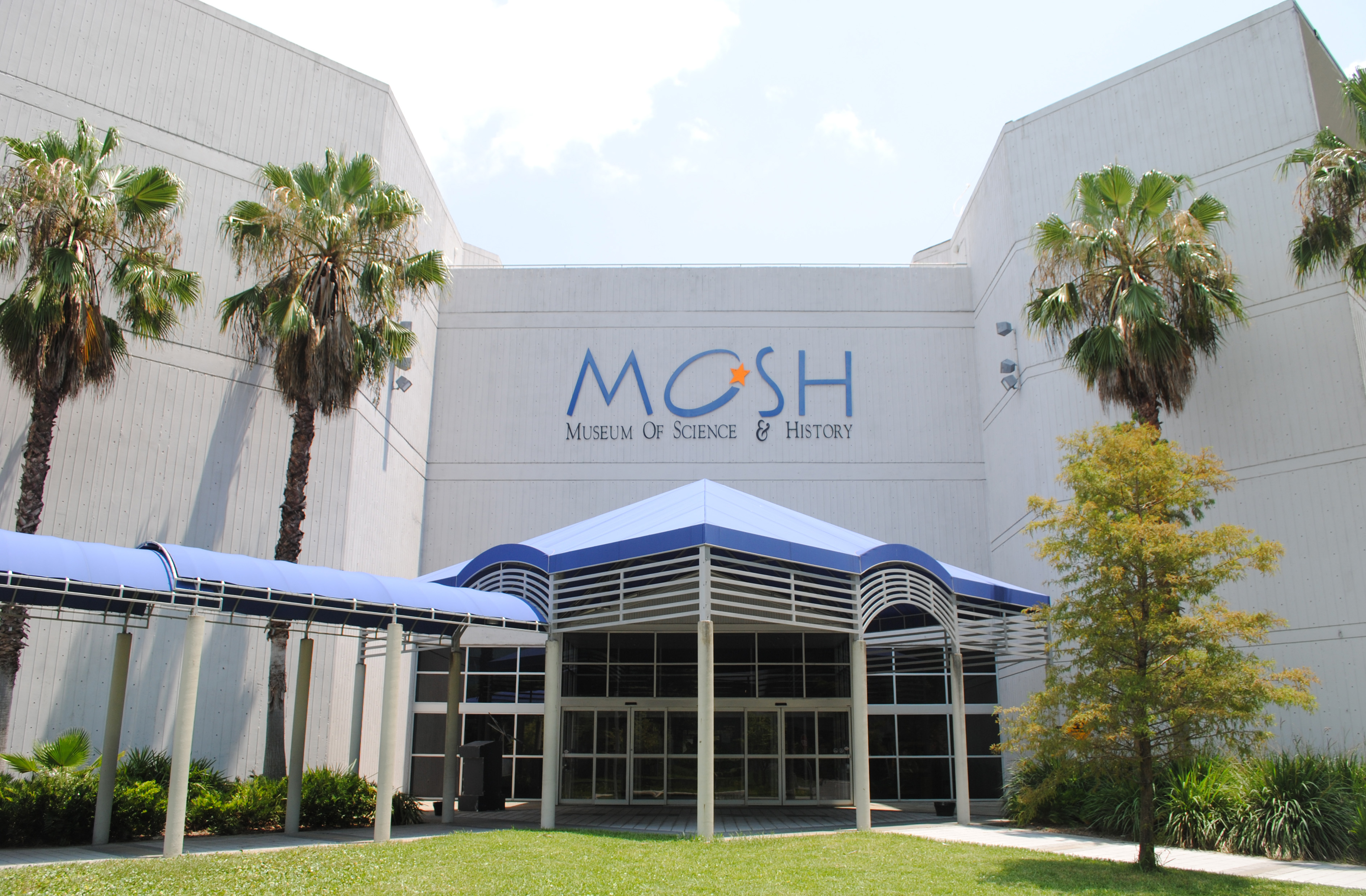
科学歴史博物館

ダウンタウンのセントジョンズ川南岸に立地する科学歴史博物館は、ジャクソンビルの博物館・美術館の中では最大の入館者数を誇る。同館はその名が示す通り、地域の文化史と自然史、および自然科学に特化した展示を行っており、大きく 1) 人体のしくみに関する展示を行っているThe Body Within、2) 12,000年にわたる地域の歴史に関する事物を展示するCurrents of Time、3) フクロウ、ヘビ、カメ、ワニなどのフロリダに棲み着いている種を飼育・展示するFlorida Naturalist's Center、4) エネルギーに関する展示を行うJEA PowerPlay: Understanding Our Energy Choices、5) フロリダ近海の種を中心に海棲生物を飼育・展示するWater Worlds、6) フロリダ州北東部の海に棲む哺乳類・爬虫類・無脊椎動物に関する事物を展示するAtlantic Tails: Whales, Dolphins and Manatees of Northeast Florida、7) 特別展示を行うThe Loft Galleryの7つのテーマに分かれている。また、同館には世界最大の単眼式プラネタリウムであるブライアン・グッディング・プラネタリウムが併設されている。
この科学歴史博物館の他にジャクソンビルに立地する博物館としては、ダウンタウンのセントジョンズ川北岸に立地する複合施設ジャクソンビル・ランディングの一角で商船、漁師、および水兵に関する事物を展示しているジャクソンビル海事博物館や、現在の市の南東部に19世紀にあった村、マンダリン村を再現した野外博物館となっているウォルター歴史公園が挙げられる。また、原稿の収集・保存においては世界最大のカルペレス原稿図書博物館は、全米11都市に12館あるうちの1館をジャクソンビルに置いている。

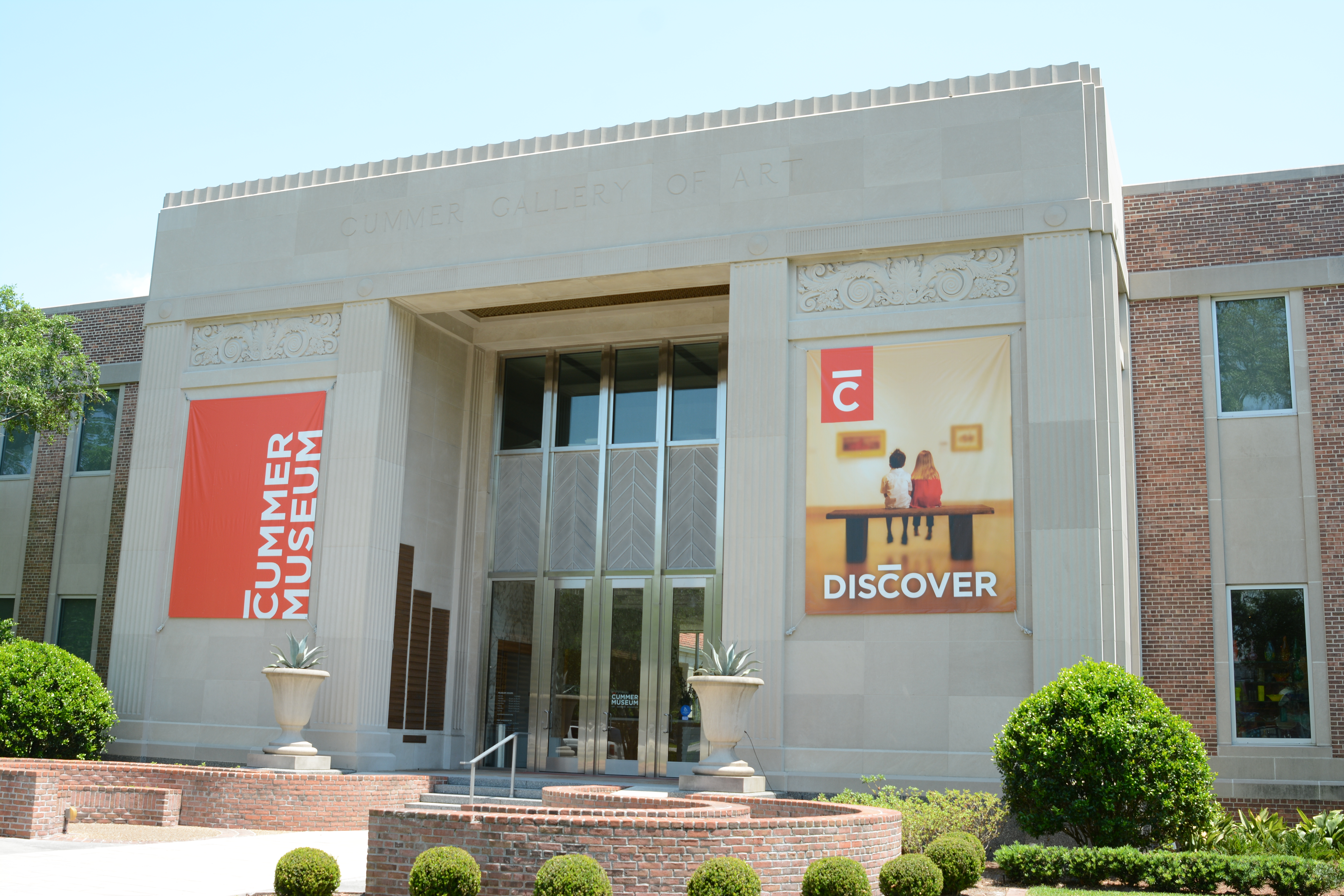
カマー美術館

ダウンタウンの南西に隣接するリバーサイド地区に立地するカマー美術館は、市民の指導者的存在で、美術収集家でもあったニナ・ホールデン・カマーが1958年に死去した後、彼女の遺志を継いで生前の住居を美術館に転用し、収集品を展示したことから始まったたものである。同館はフロリダ州北東部最大の美術館で、常設展示されている作品は古代ローマ・ギリシア・エジプトの工芸品から中世、ルネサンス、バロック、そして20世紀以降のヨーロッパおよびアメリカ合衆国の現代美術に至るまで多岐にわたり、その数は5,000点を超える。また、美術館の裏には、セントジョンズ川を背にして、20世紀に造園されたイギリス式およびイタリア式の2つの庭園がある。これらの庭園は2010年に国家歴史登録財に指定された。
ジャクソンビル現代美術館はダウンタウンの中心、ヘミング・プラザの東隣に立地している。同館は1960年代以降の絵画、版画、彫刻、写真など約1,000点を収蔵し、常設展示している。同館は2009年に北フロリダ大学と提携を結び、同学の文化資源として維持・管理されることとなった。

### 演技芸術

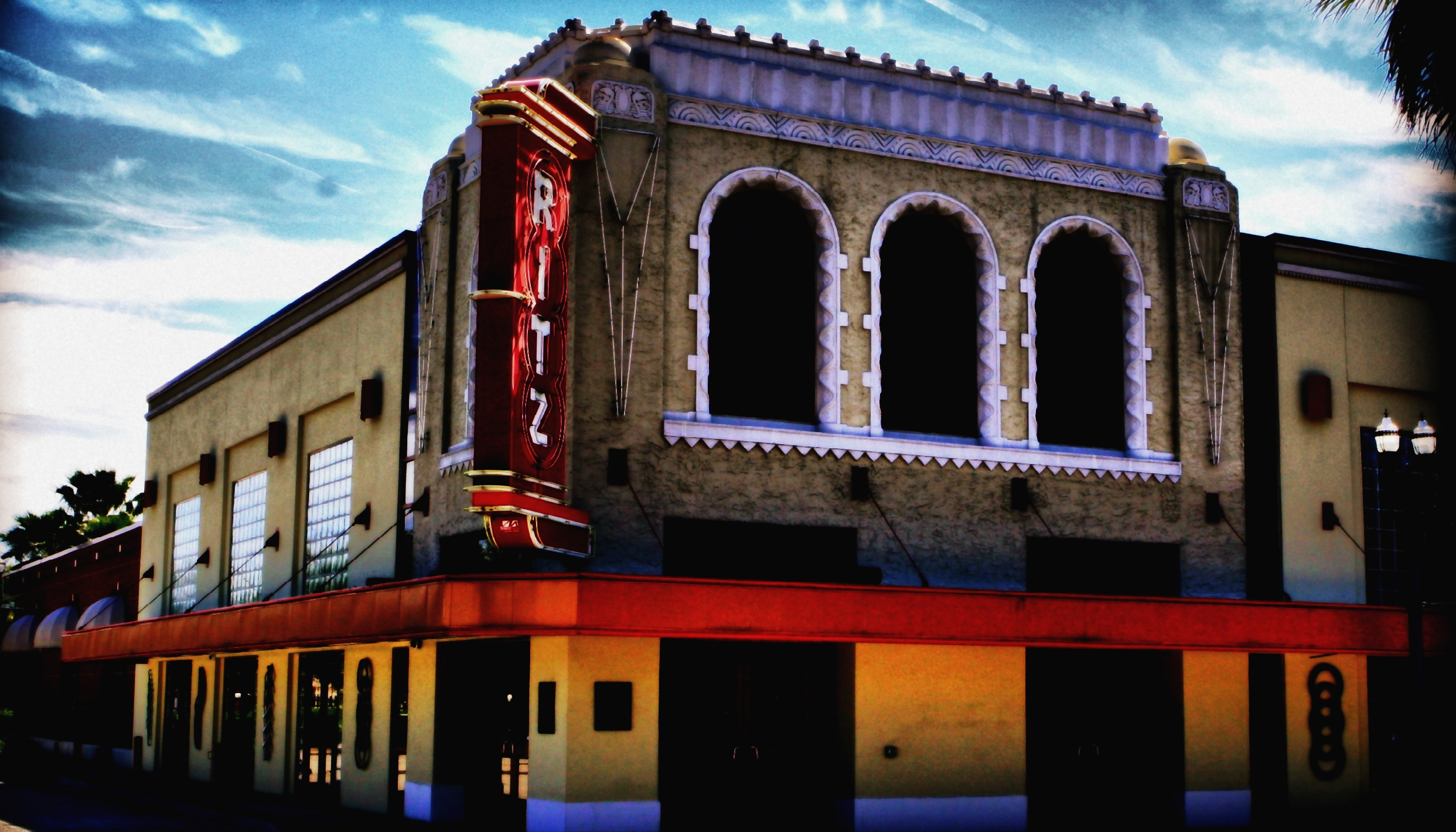
リッツ・シアター

ダウンタウン北西部のラビラ地区には、1929年に建てられたアール・デコ様式のリッツ・シアターが立地している。この劇場はアフリカ系アメリカ人による音楽やダンス、演劇などの公演に特化した劇場で、1930年代にラビラ地区が「南部のハーレム」と呼ばれ、歓楽街として栄えていた頃には文化の中心となっていた場所であった。この劇場で公演を行ったミュージシャンには、キャブ・キャロウェイ、デューク・エリントン、エラ・フィッツジェラルド、ルイ・アームストロングといった大物もいた。レイ・チャールズは15歳で母を亡くした後ジャクソンビルに移り住み、このリッツ・シアターで日給4ドルでピアノを弾きながら母の友人たちと暮らしていた。1970年代にラビラ地区が寂れてスラム化し、犯罪が多発するようになると、この劇場も一旦は閉館となったが、1990年代に市長エド・オースティンが進めた都市再開発計画、リバー・シティ・ルネサンスの一環として再建され、1999年に再開した。再建後のリッツ・シアターには、アフリカ系アメリカ人の歴史や文化に関する事物を展示する博物館も併設されている。
ダウンタウン東部に立地するフロリダ・シアターは、1927年に映画館として建てられたもので、1980年に一旦は閉館したが、1983年に劇場として再建された後はバレエの公演やジャズのコンサート等に使われている。この劇場は1920年代にフロリダ州やカリフォルニア州でブームとなっていた地中海リバイバル建築様式で建てられた、フロリダ州内にわずか4館現存している劇場のうちの1館である。フロリダ・シアターは1982年に国家歴史登録財に指定された。

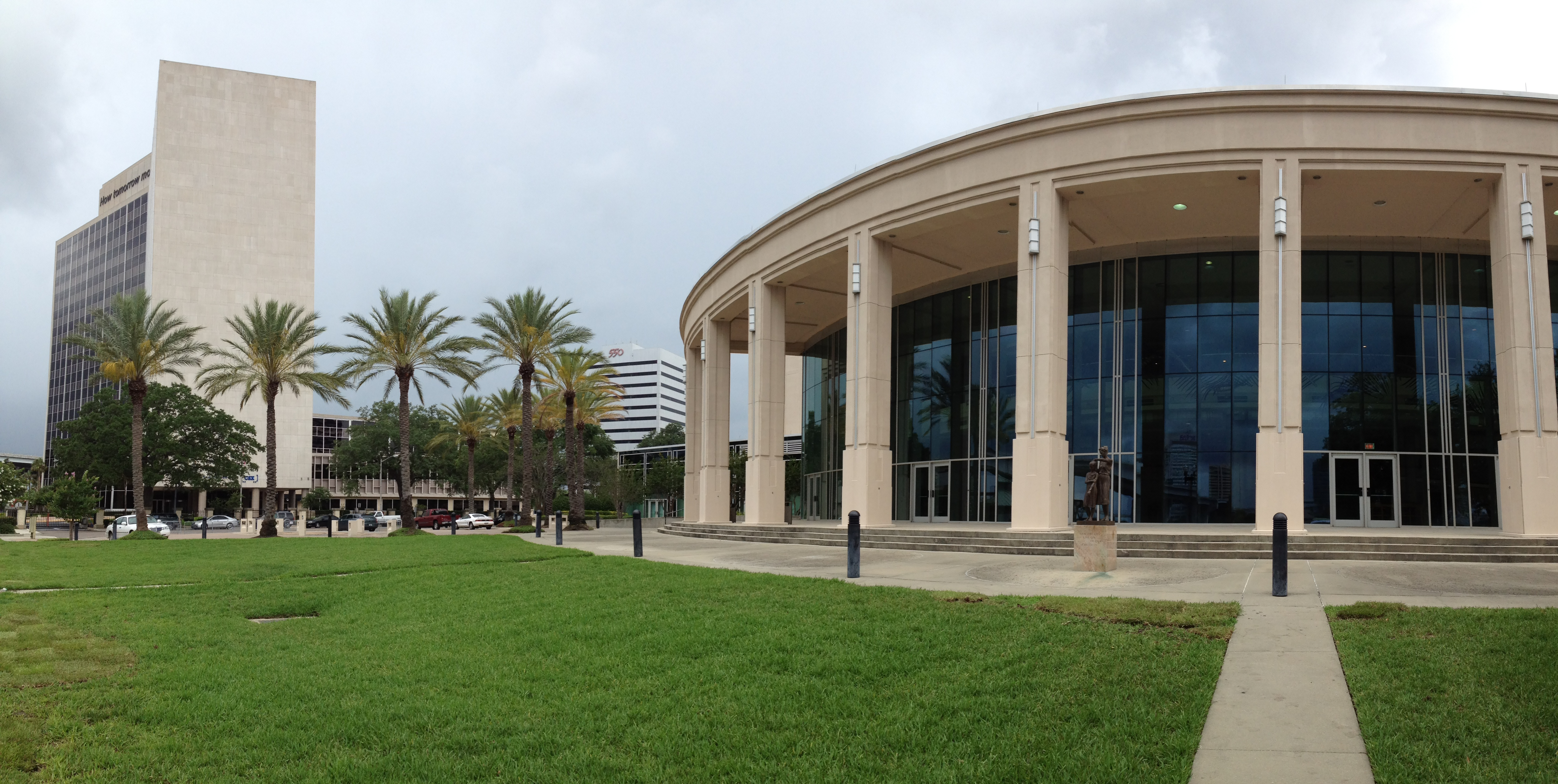
タイムズ・ユニオン演技芸術センター

ダウンタウンのセントジョンズ川北岸に立地するタイムズ・ユニオン演技芸術センターは、それぞれ用途の異なる大小3つのホールを有し、様々な催し物に対応できるようになっている。3つのホールの中で最大の2,900席を有するモラン・シアターは、ブロードウェイのミュージカルやオペラ、バレエの公演、およびゴスペルなどのコンサートに広く使われる多目的ホールである。音響を重視したジャコビー・シンフォニー・ホールは、専ら地元のジャクソンビル交響楽団の公演に用いられている。最も小さいテリー・シアターは、コメディやダンスの公演に用いられている。
ロックやポップスなどの大規模なコンサートは、ダウンタウンの東に立地する、15,000席を有する多目的アリーナ、ジャクソンビル・ベテランズ・メモリアル・アリーナで行われる。このアリーナはコンサートのほか、アリーナフットボールや、ジャクソンビル大学のバスケットボールの試合にも使われる。

### スポーツ

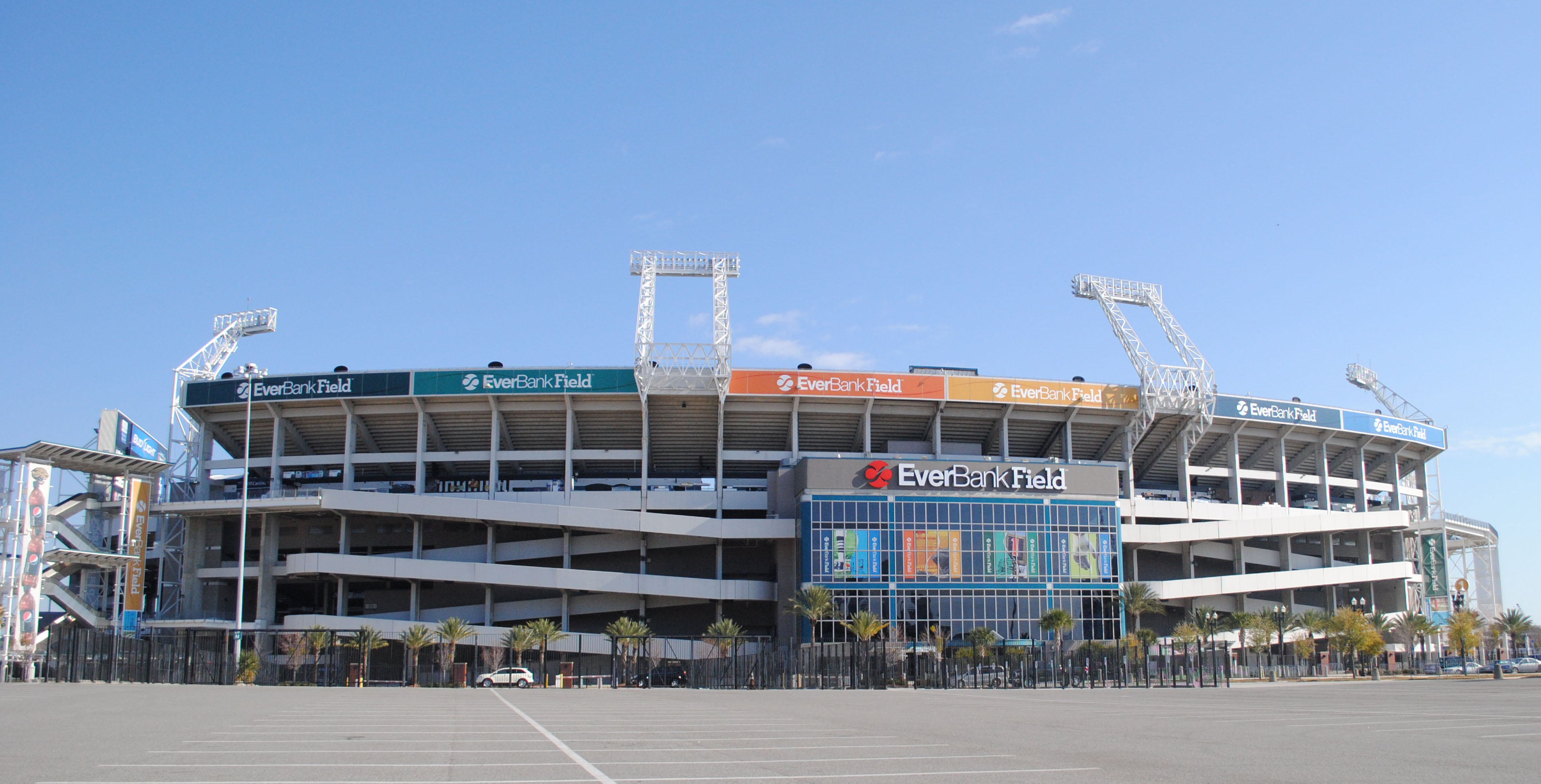
TIAAフィールド

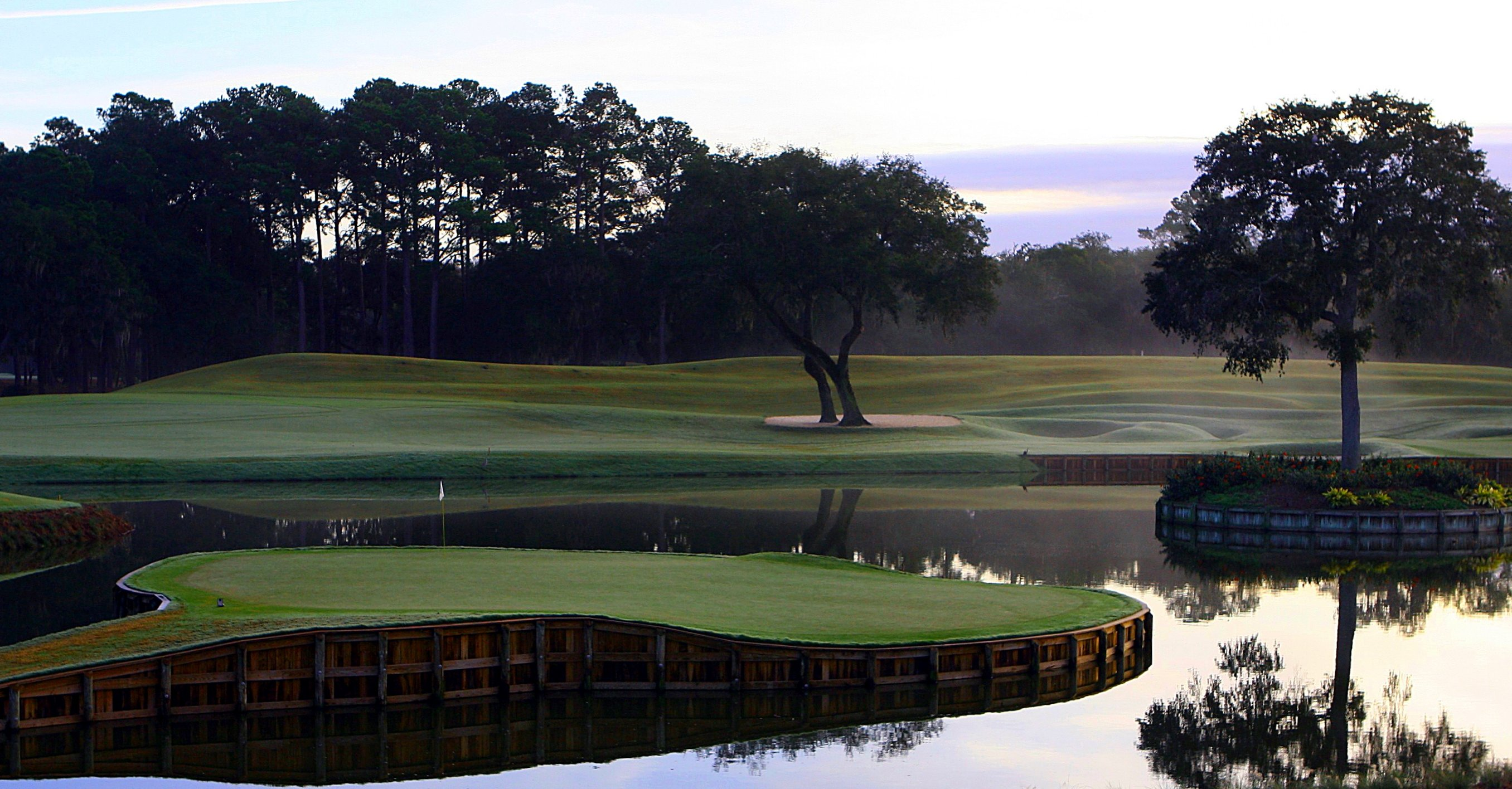
トーナメント・プレイヤーズ・クラブ・アット・ソーグラスの名所、17番ホールの「アイランド・グリーン」

ジャクソンビルには北米4大プロスポーツリーグのうち、NFLのみがチームを置いている。ジャクソンビル・ジャガーズは1995年のリーグ拡張でカロライナ・パンサーズと共に創設されたチームで、AFC南地区に所属している。ジャガーズはチーム創設2年目の1996年にはAFCチャンピオンシップゲームに初出場し、また1998年・1999年と2年連続で地区優勝（当時は中地区所属）したのを含めてプレーオフには何度か出場しているものの、スーパーボウルへの出場経験はまだ無い。ジャガーズが本拠地としている、ダウンタウンの東に立地するエバーバンク・フィールドは、NFL誘致のためにゲイターボウル・スタジアムを1994年初から1年8ヶ月かけて、1億2100万ドル（うち市負担分5300万ドル）の巨費を投じて改装したものである。2005年には、ジャクソンビルが市史上初めてスーパーボウルの開催地となり、このエバーバンク・フィールドで第39回スーパーボウルが開催された。
エバーバンク・フィールドでは、ジャガーズのホームの試合のほか、カレッジフットボールの試合も行われる。毎年元旦前後には、ボウルゲームの1つであるゲイターボウルが行われる。ゲイターボウルは1946年に始まった、カレッジフットボールでは6番目に長い歴史を持つボウルゲームで、1995年にBCSの前身であるアライアンスが結成される以前には、ローズボウル、シュガーボウル、オレンジボウル、コットンボウルと共に5大ボウルゲームの1つであった。また、このゲイターボウルは、マツダ（1986年末-1991年始）、トヨタ（1996年始-2007年始）、コニカミノルタ（2008年始-2010年始）と、日系企業がスポンサーにつくことの多いボウルゲームでもあった。また、毎年10月末もしくは11月初頭には、フロリダ大学ゲイターズとジョージア大学ブルドッグズの定例戦が行われる。この試合は別名World's Largest Outdoor Cocktail Party（世界最大の野外カクテルパーティー）と呼ばれている。
また、PGAツアーは南東郊のゴルフリゾート、ポンテベドラビーチに本部を置いている。同地内に立地するトーナメント・プレイヤーズ・クラブ・アット・ソーグラス（TPC at Sawgrass）では、毎年ザ・プレーヤーズ・チャンピオンシップが開催される。

### 公園とレクリエーション

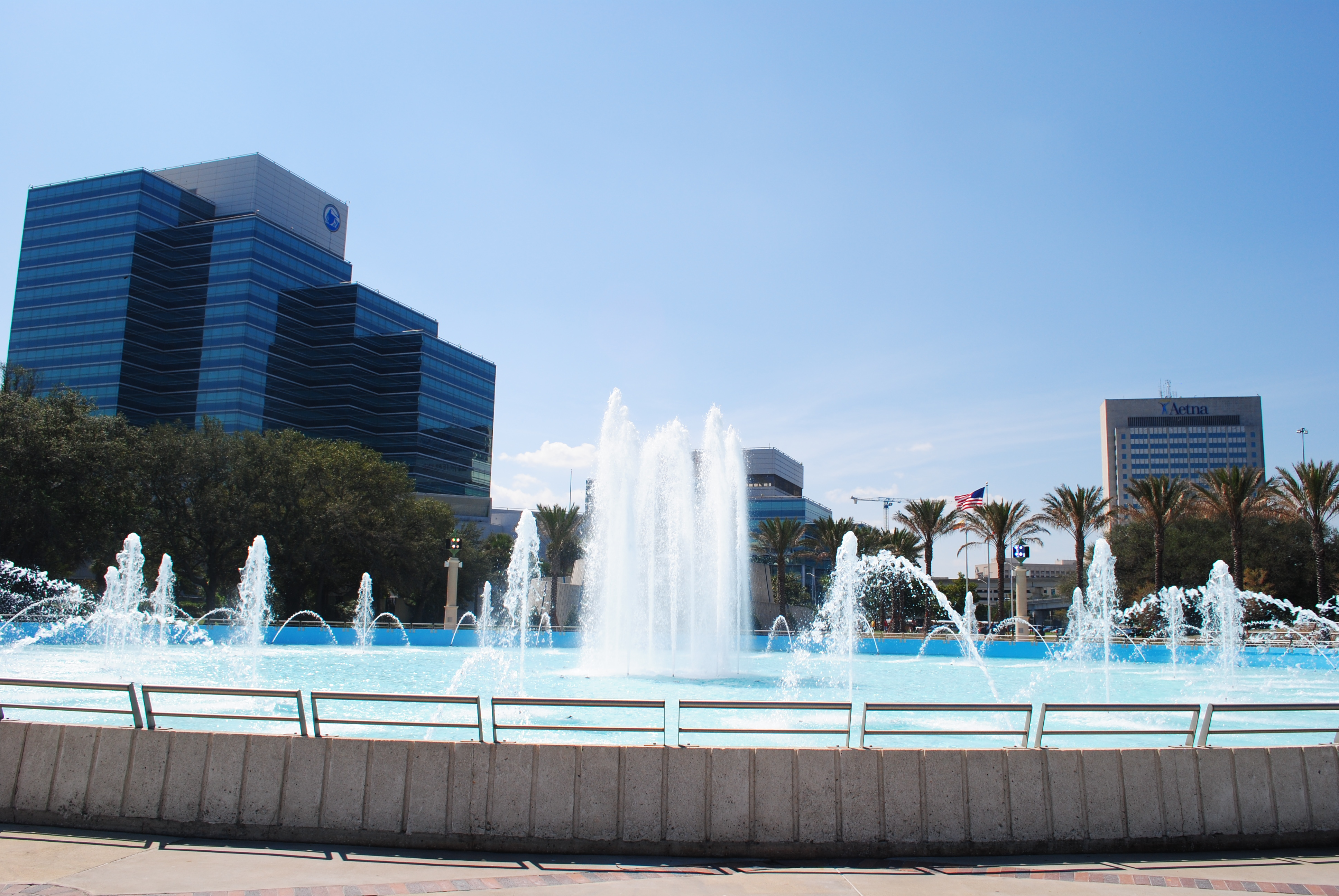
フレンドシップ噴水

前述のジャクソンビル最古の公園ヘミング・プラザのほかにも、ジャクソンビルの広い市域内には300以上の公園があり、その総面積は80,000エーカー（32,400ha）を超え、全米最大規模の都市公園システムを成している。
セントジョンズ川の南岸、科学歴史博物館の北にはフレンドシップ噴水が立っている。この噴水は直径200フィート（61.0m）で、毎分17,000ガロン（64,400L）の水が120フィート（36.6m）まで噴き上がるもので、1965年に設置された当時は世界最大の噴水であった。また、このフレンドシップ噴水から南へ2ブロック、メイン・ストリートの向かいに立地するジェシー・ボール・デュポン公園には、トリーティー・オークという樹齢250年のライブオークの木が立っている。このトリーティー・オークという名は、1930年代にフロリダ・タイムズ・ユニオン紙の記者パット・モランがこの木の保全のために、この木の下で白人入植者と先住民とが平和条約を締結したという架空の話を作った際につけられたものである。フレンドシップ噴水、トリーティー・オークのいずれも、ダウンタウンにおける市民やオフィスワーカーの憩いの場であると共に、ジャクソンビルの名所の1つとなっている。

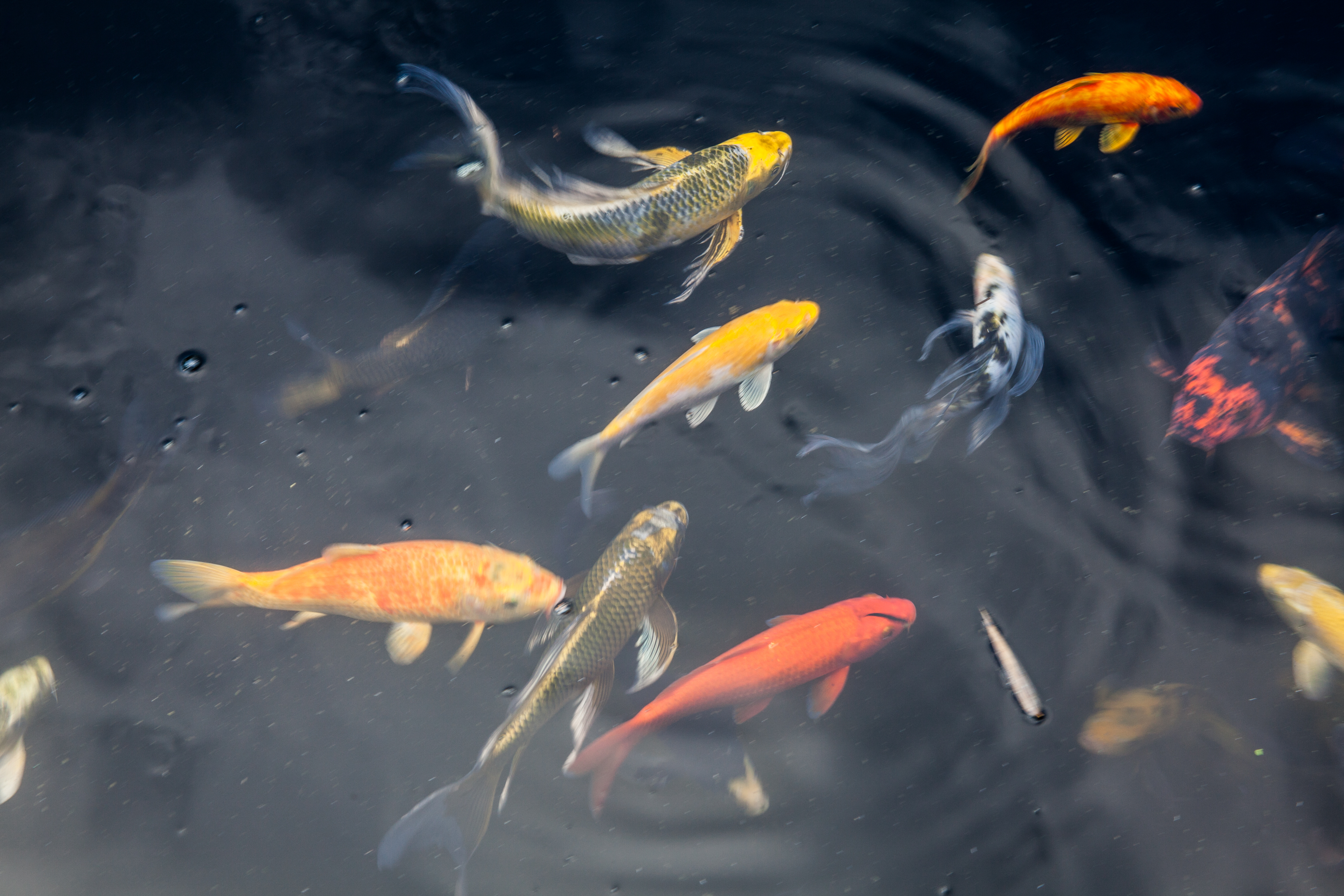
ジャクソンビル動物園で飼育されている錦鯉

ダウンタウンの東約9km、アーリントン地域に立地するツリー・ヒル自然センターは、1971年に自然保護と環境教育の両方を目的として設けられた自然公園である。50エーカー（20ha）の園内には南部の硬木林や沼地が広がり、淡水の小川が流れ、地域の動物が棲息し、4本の遊歩道が設けられている。また、同センターにはフロリダ自然史博物館も併設され、エネルギーや自然に関する事物の展示や、動物の飼育・展示が行われている。
ツリー・ヒル自然センターから北東へ約7km、アーリントン・ハイウェイとI-295のジャンクションの東には、より大きな自然公園となっているジャクソンビル植物園が立地している。120エーカー（49ha）の敷地は、もともとは1940年代中盤から1960年代初頭にかけてチタン鉱石の露天掘り鉱山であったが、1970年代初頭に市が買い取った後は約30年にわたって空地のまま放置され、2008年にようやく植物園として一般公開されるに至ったものである。森の中に湖や小川、湿地が形成された園内には、それらを縫うように難易度の異なる6本の遊歩道が整備されている。
ダウンタウンの北約10km、ノースサイド地域の南端には、1914年に開園したジャクソンビル動物園が立地している。園内はアフリカ、モンスーンアジア、オーストラリア、フロリダの湿原といった棲息地域をテーマとして分かれており、それぞれの地域の動物が飼育されているほか、サバンナをテーマとした庭園やアジアの竹林も配されている。また、キリン、ジャガー、類人猿など、特定の種の動物をテーマとしたエリアもある。

## 人口動態

### 都市圏人口
ジャクソンビルの都市圏、および広域都市圏を形成する各郡の人口は以下の通りである（2020年国勢調査）。
ジャクソンビル都市圏
| 郡               | 州         | 人口        |
| ---------------- | ---------- | ----------- |
| デュバル郡       | フロリダ州 | 995,567人   |
| セントジョンズ郡 | フロリダ州 | 273,425人   |
| クレイ郡         | フロリダ州 | 218,245人   |
| ナッソー郡       | フロリダ州 | 90,352人    |
| ベイカー郡       | フロリダ州 | 28,259人    |
| 合計             | 合計       | 1,605,848人 |

ジャクソンビル・セントメアリーズ・パラトゥカ広域都市圏
| 都市圏/小都市圏          | 郡                   | 州                   | 人口        |
| ------------------------ | -------------------- | -------------------- | ----------- |
| ジャクソンビル都市圏     | ジャクソンビル都市圏 | ジャクソンビル都市圏 | 1,605,848人 |
| パラトゥカ小都市圏       | パットナム郡         | フロリダ州           | 73,321人    |
| セントメアリーズ小都市圏 | カムデン郡           | ジョージア州         | 54,768人    |
| 合計                     | 合計                 | 合計                 | 1,733,937人 |

### 市域人口推移
以下にジャクソンビル市における1850年から2020年までの人口推移をグラフおよび表で示す。
| 統計年 | 人口      | 順位 |
| ------ | --------- | ---- |
| 1850年 | 1,045人   | -    |
| 1860年 | 2,118人   | -    |
| 1870年 | 6,912人   | -    |
| 1880年 | 7,650人   | -    |
| 1890年 | 17,201人  | -    |
| 1900年 | 28,429人  | -    |
| 1910年 | 57,699人  | 95位 |
| 1920年 | 91,558人  | 79位 |
| 1930年 | 129,549人 | 63位 |
| 1940年 | 173,065人 | 47位 |
| 1950年 | 204,517人 | 49位 |
| 1960年 | 201,030人 | 61位 |
| 1970年 | 528,865人 | 23位 |
| 1980年 | 540,920人 | 22位 |
| 1990年 | 635,230人 | 15位 |
| 2000年 | 735,617人 | 14位 |
| 2010年 | 821,784人 | 11位 |
| 2020年 | 949,611人 | 12位 |

## 姉妹都市
ジャクソンビルは以下8都市と姉妹都市提携を結んでいる。
- バイアブランカ（アルゼンチン） - 1967年締結
- ムルマンスク（ロシア） - 1975年締結
- 昌原市（大韓民国） - 1983年締結
- ナント（フランス） - 1984年締結
- 営口市（中華人民共和国遼寧省） - 1990年締結
- ネルソン・マンデラ・ベイ都市圏（南アフリカ共和国） - 2000年締結
- クリチバ（ブラジル） - 2009年締結
- サンフアン（プエルトリコ） - 2009年締結